# を
を або ヲ (/wo/; МФА: [o] • [ɰo]; укр. о) — склад в японській мові, один зі знаків японської силабічної абетки кана. Становить 1 мору. Розміщується у комірці 5-го рядка 10-го стовпчика таблиці ґодзюон.

## Короткі відомості

### Опис
Фонема сучасної японської мови. До XVI століття вимовлялася як [ɰo]:
| Задньопіднебінний сонорний щілинний: |  | /w/ → | を | [ɰo] |  |

З XV по XVII століття еволюціонувала в бік звука [o]. До 1946 року вживалася на письмі, позначаючи в ряді слів звук [o]. З 1946-го її заміняє お — огублений голосний заднього ряду високо-середнього піднесення.
У сучасній японській мові використовується як граматична частка знахідного відмінка.

### Порядок
Місце у системах порядку запису кани:
- Порядок ґодзюону: 47. Якщо враховувати знаки рядків い і え стовпчика や, то 50.
- Порядок іроха: 12. Між る і わ.

### Абетки
- Хіраґана: を

Походить від скорописного написання ієрогліфа	遠 (ен, далекий).
- Катакана: ヲ

Походить від скорописного написання верхньої частини ієрогліфа 乎 (о, в)
- Манйоґана: 乎 • 呼 • 遠 • 鳥 • 怨 • 越 • 少 • 小 • 尾 • 麻 • 男 • 緒 • 雄

### Транслітерації
- Кирилиця:
Система Поліванова: О (о).
Альтернативні системи: О (о), ВО (во)
- Латинка
Система Гепберна: WO (wo).
Японська система: O (o).
JIS X 4063: wo
Айнська система: O (o).

### Інші системи передачі
- Шрифт Брайля:
| －－ －● ●－ |
- Радіоабетка: Оварі но О (尾張のヲ; «о» Оварі)
- Абетка Морзе: ・－－－